# 九州朝日放送
九州朝日放送株式會社（日语：／ Kyūshū Asahi Hōsō Kabushiki-gaisha */?），簡稱KBC，是日本的一家以福岡縣為播出範圍的廣電兼營台。九州朝日放送的廣播服務於1954年1月1日開播，識別呼號為JOIF，是NRN聯播網成員。電視服務於1959年3月1日開播，電視識別呼號為JOIF-DTV，遙控器號碼是1頻道，是ANN聯播網成員。

## 資本構成
下表列出2021年3月31日時九州朝日放送的主要股東：
| 資本金        | 每股價值 | 發行股份總數 | 股東數 |
| ------------- | -------- | ------------ | ------ |
| 3億8000万日元 | 1000日元 | 380,000股    | 440    |

| 股東                     | 持股數   | 比例   |
| ------------------------ | -------- | ------ |
| 朝日新聞社               | 72,973股 | 19.20% |
| 昭和自動車               | 19,050股 | 05.01% |
| 朝日電視控股             | 15,200股 | 04.00% |
| 東映                     | 15,000股 | 03.95% |
| 九州朝日放送從業員持股會 | 13,935股 | 03.67% |
| 三井住友銀行             | 13,150股 | 03.46% |
| 西日本都市銀行           | 11,890股 | 03.13% |
| 朝日放送                 | 10,000股 | 02.63% |
| 福岡銀行                 | 07,900股 | 02.08% |
| 電通集團                 | 07,810股 | 02.06% |

## 歷史

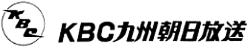
九州朝日放送在1954年至1988年使用的商標

1950年「電波三法」（《電波法》、《放送法》、《電波監理委員會設置法》）成立後，日本確立了公共廣播（NHK）和商業廣播共存的體制:4-5。在最初獲得播出預備執照的16家公司中，有兩家是福岡縣的公司，包括福岡市的九州電台（ラジオ九州，後改名為RKB每日放送）和久留米市的西日本放送（和現在香川縣的西日本放送沒有任何關係）:7。但由於未能募集到足夠資金，西日本放送在1952年1月被迫交還預備執照:11。但西日本放送的發起人之一、時任西日本新聞社久留米支局局中原繁登並未放棄，在1953年再次牽頭申請獲得民營電台執照，並在同年5月再次獲得預備執照:12-14。因在第二次申請執照過程中得到朝日新聞社的資金援助，西日本放送在1953年8月18日舉辦創立總會時將公司名變更為九州朝日放送:21。九州朝日放送最初在久留米市的旭屋百貨店播音，並在播出準備時期獲得了朝日放送的全面協助:22-23。1953年12月24日，九州朝日放送開始進行試播:24。翌年1月1日早晨6時，九州朝日放送正式開播:25。1956年，九州朝日放送獲得福岡地區的播出執照，得以大幅擴大播出範圍:52-53。九州朝日放送同時租借位於福岡市中洲的花之關大樓作為新總部使用:57-58，自1956年11月30日將總部遷往福岡市，並於翌日開始正式將福岡地區納入播出範圍:60。1956年度，九州朝日放送營業額超過1.43億日元，盈利達0.2億日元，實現清零累積虧損:63。1958年7月15日，九州朝日放送在小倉市設立放送局，播出地區進一步擴大至北九州地區:63。
九州朝日放送在1956年10月申請獲得福岡和小倉地區的電視播出執照:73。但當時福岡地區申請獲得電視執照的業者眾多，在郵政省的調解下，九州朝日放送於翌年10月22日獲得福岡地區電視的預備播出執照，另一申請業者西日本電視台則獲得小倉地區的電視播出執照，兩座在獲得播出執照後將努力合併為一家公司:78-82。獲得電視執照後，九州朝日放送在福岡市長濱町購買土地，用於修建新總部以滿足播出電視所需的設施要求:91。開播前九州朝日放送決定同時加入富士電視台和日本教育電視台（現朝日電視台）的聯播網:96。1959年3月1日早晨10時，九州朝日放送正式開播電視節目:98。在開播初期，九州朝日放送的電視節目中約7成來自富士電視台及關西電視台，約三成來自日本教育電視台及每日放送:100-101。另一方面，資本關係迥異的九州朝日放送和西日本電視台無意合併，且九州朝日放送和西日本電視台均有意在對方的播出地區設立轉播站，郵政省也只能默認既定事實:118-119。1961年7月，九州朝日放送獲得北九州地區的播出執照，並同時開始在皿倉山山頂修建轉播站:120。
由於西日本電視台在1964年決定退出日本電視台聯播網並加入富士電視台聯播網，富士電視台在同年7月對九州朝日放送表示將解除和九州朝日放送的聯播網關係，並於10月開始停止向九州朝日放送提供節目:120。九州朝日放送因此完全成為日本教育電視台聯播網的成員，並對節目表進行全面改編，節目比例改為日本教育電視台佔78%、自製節目佔14%、每日放送佔8%:139-145。1967年4月1日，九州朝日放送開始播出彩色電視節目:159，其首個自製彩色節目是《博多山笠》:161。1969年，福岡地方裁判所曾要求包括九州朝日放送在內的四家電視台（另外三家是RKB每日放送、西日本電視台、NHK福岡）提出取材大學生抗議美國核動力航母停靠佐世保港時的新聞膠片，但被九州朝日放送以侵害新聞自由為由拒絕。1970年3月，福岡地裁行使強制力令各台提出新聞採訪膠片，後在同年12月交還膠片:196。
九州朝日放送在1968年至1970年期間對總部進行擴建改建，以解決辦公和節目製作空間不足的問題:207-209。1975年，九州朝日放送實現週休二日制:289-290。1978年，九州朝日放送開設ANN維也納支局，是其第一個海外新聞取材據點:266。九州朝日放送自1982年開始播出立體聲電視節目，並主要在播出洋片等外國節目時應用立體聲技術:323-324。1984年，九州朝日放送和南韓釜山文化廣播簽訂姊妹台協議:302-304。此後九州朝日放送和上海電視台、澳洲布里斯班TVQ等海外電視台簽訂了合作協議:304-306。
1987年4月1日，九州朝日放送遷入現在的總部KBC大樓。這座建築地上有9層，地下有1層，建築面積16,164.06平方公尺。在平成時代初期，ANN於九州·山口地區開設了熊本朝日放送等五家電視台。而九州朝日放送在這些電視台的開台過程中發揮了承擔新人研修等重要作用，並且積極開展在九州各ANN加盟台聯播的節目:325-327。1990年代初期，NHK福岡放送局和RKB每日放送發起將福岡縣各台的訊號發射塔轉移至福岡塔的動議:306。九州朝日放送雖然在最初強烈反對，但最後在1992年轉為同意，並在1993年6月將訊號發射塔轉移至福岡塔:307。九州朝日放送的電視部門在1996年實現了24小時播出:361-362。同年4月1日，九州朝日放送開設了官方網站:359。1994財年，九州朝日放送的營業額超過170億日元，成為東名阪三大都市圈以外日本營業額最多的商業廣播。稅前盈利亦超過10億日元:362-363。1997財年，九州朝日放送更創出營業額196億日元，稅前盈利20億日元的記錄:412。1998年7月，九州朝日放送開始修建新KBC大廈，並在翌年11月11日竣工:416-419。九州朝日放送曾在2001年有過股票上市計劃:421，但因當時日本經濟低迷而在2004年宣布延期，迄今未能實現:441。
九州朝日放送在2002年決定數位電視開播後仍維持頻道號碼是1頻道:446-447，並在2006年12月1日開始播出數位電視訊號:444-445，在2011年7月24日停止播出類比電視。現在九州朝日放送的電視電波除了福岡縣之外亦覆蓋佐賀縣的大部分地區。九州朝日放送的自製節目比例達21.9%，是日本自製節目比例較高的地方電視台。2020年上半年，九州朝日放送憑藉全日8.5%、黃金時段11.8%、晚間時段12.4%的收視率獲得收視率三冠王。
九州朝日放送在2022年3月決定將在2023年4月實施廣播控股公司制度，在成立KBC集團控股公司的同時，電台及電視業務將由新的九州朝日放送運營。KBC集團控股將成為福岡縣的第二家廣播控股公司，也是ANN系列第三家廣播控股公司。在體制變更的同時，九州朝日放送啟用了新商標

## 廣播部門
1950年代初期，日本廣播業界曾是「報道聽民營電台，娛樂聽NHK」的格局:29。九州朝日放送也因此在開播時每日播出17次，累計170分的新聞節目:29-30。白天的節目則以教養節目，晚上多播出音樂等娛樂節目:30。1957年後，九州朝日放送增加了娛樂節目的比例:66-67。在電視替代廣播佔據家庭娛樂主要地位之後，九州朝日放送的廣播部門開始增加資訊節目比例，試圖獲得新聽眾:146-148。1962年，九州朝日放送廣播首次獲得福岡、北九州地區的收聽率冠軍:150。1965年，九州朝日放送廣播部門加入NRN聯播網，得以大幅降低廣播節目調達成本:152-154。
為解決部分地區難以收聽到中波廣播（AM）的問題，九州朝日放送廣播在2015年獲得FM廣播的預備執照，並於2016年3月28日開始播出FM廣播。現在九州朝日放送廣播的自製節目佔全部節目的70.1%，是自製節目比例較高的地方電台。

## 電視部門
九州朝日放送電視部門自開播翌日開始即在正午播出15分的自製新聞:99。1978年，九州朝日放送開始播出其第一個大型帶狀自製新聞節目《KBC新聞廣場》:408。現在九州朝日放送在平日傍晚的自製新聞節目是自2018年開始播出的《想知道！》。
自開播初期的1961年，九州朝日放送就製作了《料理手帖》和《電視女性教室》這兩個主婦向帶狀節目:355。2001年開始，九州朝日放送在早晨時段播出自製的資訊節目《早上了。》:372-375。該節目在週一至週四的後半30分在九州和沖繩地區的ANN加盟台聯播。九州朝日放送現在播出的另一自製帶狀資訊節目是2011年開始播出的《澤田在這裡》。
九州朝日放送的第一個在黃金時段播出的自製綜藝節目是播出於1966年至1970年的觀眾參加型節目《托尼的超素人天狗秀》。該節目第一集就取得26%的收視率，之後亦長期維持高收視率:356-357。播出於1970年至1973年的《Punch Young FUKUOKA》是一個在週六午後播出的青年向娛樂節目，獲得過民放祭電視娛樂部門銀賞:359。現在九州朝日放送的自製綜藝節目包括《HKT青春體育部！》和《Duòmo》這兩個深夜節目，以及旅行節目《前川清的笑顏滿天愛旅行》。1959年，九州朝日放送首次播出自製的電視劇《青春浪漫傳》:115。在開播25週年的1978年，九州朝日放送首次製作連續劇《老公離家出走了》（亭主の家出），在福岡縣獲得平均15%的高收視率:297-298。
九州朝日放送的第一部紀錄片《三池的一年》就獲得了民放大會銀賞的肯定:385。1976年，九州放送製作的以五島列島地區環境公害為題材的紀錄片《日之丸和十字架》獲得了藝術祭電視紀錄片部門大賞:278-279。九州朝日放送還從1959年電視開播時就轉播日本職棒賽事:388-392。此外九州朝日放送還轉播全國高等學校棒球錦標賽在福岡縣內的預選賽:394-395。

## 註释
1. ↑  「三冠」指全日（6:00-24:00）、黃金時間（19:00-22:00）、晚間時段（19:00-23:00）三個時段皆獲得收視率第一。

## 外部連結
- KBC九州朝日放送 （页面存档备份，存于） - 官方網站
- KBC九州朝日放送的Facebook專頁
- KBC主播官方的Instagram帳戶
- 【官方】KBC九州朝日放送的X（前Twitter）
- YouTube上的KBC九州朝日放送頻道
- KBCちゃんねる「ニコニコチャンネル(ニコニコ動画内)」 （页面存档备份，存于）